# Eranthemum tubiflorum
Eranthemum tubiflorum là một loài thực vật có hoa trong họ Ô rô. Loài này được (T.Anderson) Radlk. ex Lindau mô tả khoa học đầu tiên năm 1895.